# (36413) 2000 OW49
2000 OW49 (asteroide 36413) é um asteroide da cintura principal. Possui uma excentricidade de 0.16252510 e uma inclinação de 7.00371º.
Este asteroide foi descoberto no dia 31 de julho de 2000 por LINEAR em Socorro.